# Asia Pacific Poker Tour
L'Asia Pacific Poker Tour (APPT) è la maggiore manifestazione di poker sportivo della regione asiatica e pacifica; è cominciato nel 2007
Come il suo corrispettivo europeo, l'EPT, l'APPT è sponsorizzato da PokerStars e consiste in diversi tornei di Texas hold 'em senza limiti.
La prima stagione si protratta dall'agosto al dicembre 2007 con 5 eventi organizzati in quattro differenti località: Manila (Filippine), Seul (Corea del Sud), Macao (Cina) e Sydney (Australia).
Per la Corea del Sud e la Cina questi sono stati i primi grandi eventi di poker sportivo autorizzati dai rispettivi governi.
La tappa a Macao (PokerStars.net APPT Macau: Asian Poker Open) del novembre 2007 è stato il primo torneo di poker nella città e con 452 iscritti risulta il maggior torneo asiatico di sempre.
Il tour è stato creato da Jeffrey Haas, presidente e direttore del Marketing Sarne Lightman. Danny McDonagh è il direttore del torneo. La 441 Productions produce APPT per la televisione.